# Прича о младом богаташу
Прича о младом богаташу је библијска прича о сусрету Исуса и младог богаташа, забележена у новозаветном јеванђељу по Матеју (19:16-30).
Ова прича говори о младићу који је желео да буде спасен за вечни живот али није хтео да се одрекне своје имовине, поводом чега Исус даје своје чувено поређење са камиљим ужетом и игленим ушима.

## Прича
Еванђеље по Матеју преноси следећу причу:

## Тумачења
Пролазак „камиле“, где се заправо ради о дебелом бродском ужету од камиље длаке, кроз иглене уши је очигледно немогућа ствар. Стога се између Исуса и његових ученика наставља разговор о могућности спасења питањем "Ко се дакле може спасити?" (Матеј 19:25), на шта Исус одговара: "Људима је ово немогуће, али Богу је све могуће" (Матеј 19:26). Петар даље пита шта ће бити са њима који су оставили све и кренули за њим (Матеј 19:27), на шта Исус одговара да ће сви који су оставили дом и породицу ради њега "примити сто пута толико, и добиће живот вечни" (Матеј 19:29).